# Femeia invizibilă
Femeia invizibilă (titlu original: The Invisible Woman) este un film SF, de comedie, american din 1940 regizat de Edward Sutherland. În rolurile principale joacă actorii Virginia Bruce, John Barrymore, John Howard, Charlie Ruggles. Scenariul este bazat pe o povestire de Kurt Siodmak.

## Prezentare
Bogatul avocat Dick Russell finanțează cercetările profesorului-inventator Gibbs de dezvoltare a unei formule de invizibilitate. Primul său subiect este K. Carroll, un model care a fost concediată de la ultimul său loc de muncă. Experimentul funcționează, iar K. Carroll se folosește de invizibilitate pentru a-l hărțui pe fostul ei șef, domnul Growley. Între timp doi agenți secreți ai unei națiuni străine vor să pună mâna pe formulă.

## Distribuție
- Virginia Bruce ca Kitty Carroll
- John Barrymore ca Professor Gibbs
- John Howard ca Richard Russell
- Charles Ruggles ca George
- Oskar Homolka ca Blackie
- Edward Brophy ca Bill
- Donald MacBride ca Foghorn
- Margaret Hamilton ca Mrs. Jackson
- Shemp Howard ca Frankie
- Anne Nagel ca Jean
- Kathryn Adams ca Peggy
- Maria Montez ca Marie
- Charles Lane ca Growley
- Mary Gordon ca Mrs. Bates
- Thurston Hall ca Hudson
- Eddie Conrad ca Hernandez
- Harry C. Bradley ca Want-Ad Clerk
- Kernan Cripps ca Postman
- Sarah Edwards ca Showroom Buyer
- Kay Leslie ca Model
- Kay Linaker ca Showroom Buyer
- Frank McClure ca Guest at Parade of Models
- Kitty O'Neil ca Mrs. Patten